# Nöbdenitz
Nöbdenitz ist ein Ortsteil der Stadt Schmölln im ostthüringischen Landkreis Altenburger Land zwischen Gera und Schmölln. Bekannt ist der Ort überregional vor allem wegen der 1000-jährigen Grabeiche. Neben ihrem hohen Alter ist sie außerdem bemerkenswert, weil der gotha-altenburgische Geheimrat Hans Wilhelm von Thümmel hier 1824 begraben wurde. Die Gemeinde Nöbdenitz mit ihren vier weiteren Ortsteilen wurde am 1. Januar 2019 nach Schmölln eingemeindet.

## Geografie

### Lage
Nöbdenitz liegt im Schmöllner-Altenburger-Lösshügelland, einem Ausläufer der Leipziger Tieflandbucht. Die Sprotte fließt in einem muldenartigen Tal durch das Dorf. Eine Ortsverbindungsstraße stellt den Anschluss an die Bundesstraße 7 her, die wiederum Anschluss an die südlich vorbeiführende Bundesautobahn 4 ermöglicht. Die Bahnstrecke Gera–Gößnitz führt auch durch die Flur.

### Nachbarorte
Angrenzende Orte sind im Westen und Norden die Löbichauer Ortsteile Tannenfeld und Kleinstechau, Lohma, Selka, Vollmershain und Posterstein.

### Gemeindegliederung
Zu Nöbdenitz selbst gehört die mit dem Ort verschmolzene Ortslage Raudenitz, die sich südöstlich an den Hauptort anschließt. Ortsteile der Gemeinde waren Burkersdorf, Lohma, Untschen und Zagkwitz.

## Geschichte

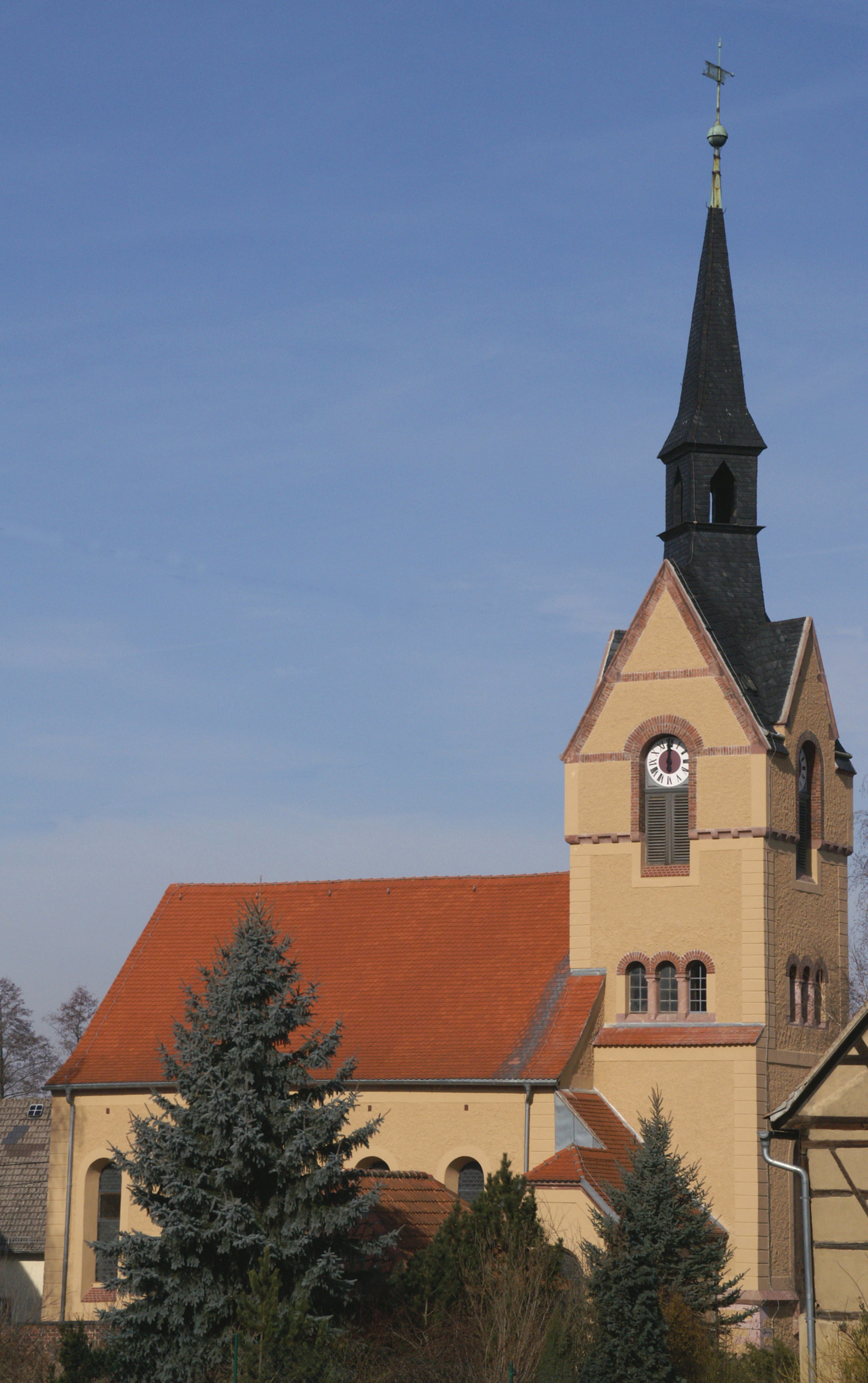
Kirche

In Nöbdenitz gab es im Mittelalter eine Wasserburg. Die Herren von Nöbdenitz wurden 1143 erstmals urkundlich erwähnt. 1198 war Gerhard von Nöbdenitz Reichsministerialer. Zum Besitz der Herren gehörte die nahe gelegene Burg Posterstein. Heinrich II. Reuß, Vogt von Plauen, verlieh 1313 die Kirche von Nöbdenitz dem Kloster Cronschwitz. 1342 wurde durch den Naumburger Bischof Withego I. von Ostrau die Kirche dem Kloster sogar inkorporiert. Diese Eingliederung wurde 1347 von Papst Clemens VI. bestätigt und dauerte bis zur Reformation an. Das Rittergut kam 1445 in den Besitz der Familie von Ende und es folgten in kurzer Zeit weitere Besitzwechsel. Caspar von Zehmen erwarb Nöbdenitz 1598 und sein Nachfahre Woldemar (Volkmar) Dietrich von Zehmen verkaufte es 1683 an Heinrich Bernhard von Schauroth. Es folgten weitere Besitzerwechsel. Die Ehefrau vom Geheimen Rat und Minister Hans Wilhelm von Thümmel, Charlotte Caroline Friederike erbte 1795 das Rittergut. Das Herrenhaus für das Rittergut wurde wieder wiederaufgebaut. Die Erbtochter Charlotte Constanze (gest. 1833) heiratete den späteren sächsischen Minister Eduard von Wietersheim. 1865 wurde dieser im Erbbegräbnis beigesetzt.
Nach entschädigungsloser Enteignung der Familie wurde 1948 aufgrund Befehl 209 der Sowjetischen Militäradministration in Deutschland eines der Herrenhäuser abgerissen. Das zweite Herrenhaus hat man 1992/93 nach altem Vorbild erneuert.
Nöbdenitz gehörte zum wettinischen Amt Altenburg, welches ab dem 16. Jahrhundert aufgrund mehrerer Teilungen im Lauf seines Bestehens unter der Hoheit folgender Ernestinischer Herzogtümer stand: Herzogtum Sachsen (1554 bis 1572), Herzogtum Sachsen-Weimar (1572 bis 1603), Herzogtum Sachsen-Altenburg (1603 bis 1672), Herzogtum Sachsen-Gotha-Altenburg (1672 bis 1826). Bei der Neuordnung der Ernestinischen Herzogtümer im Jahr 1826 kam der Ort wiederum zum Herzogtum Sachsen-Altenburg.
Nach der Verwaltungsreform im Herzogtum gehörte Nöbdenitz bezüglich der Verwaltung zum Ostkreis (bis 1900) bzw. zum Landratsamt Ronneburg (ab 1900). Das Dorf gehörte ab 1918 zum Freistaat Sachsen-Altenburg, der 1920 im Land Thüringen aufging. 1922 kam es zum Landkreis Gera.
Während der NS-Diktatur wurden im August 1944 während der „Aktion Gitter“ die Arbeiter Paul Bernhardt und Alfred Müller in das KZ Buchenwald verschleppt.
Am 1. Juli 1950 wurde die Gemeinde Nöbdenitz mit dem Gemeindeteil Raudenitz aufgelöst und ins benachbarte Lohma eingegliedert. Am 1. März 1951 erfolgte die Umbenennung in Nöbdenitz. Am 1. Januar 1974 wurde die Gemeinde Untschen mit ihren am 1. Juli 1950 eingemeindeten Ortsteilen Burkersdorf und Zagkwitz nach Nöbdenitz eingegliedert. Bei der zweiten Kreisreform in der DDR wurden 1952 die bestehenden Länder aufgelöst und die Landkreise neu zugeschnitten. Somit kam die Gemeinde Nöbdenitz mit dem Kreis Schmölln an den Bezirk Leipzig, der seit 1990 als Landkreis Schmölln zu Thüringen gehörte und bei der thüringischen Kreisreform 1994 im Landkreis Altenburger Land aufging. Vom 12. Oktober 1994 bis 31. Dezember 2018 war die Gemeinde Nöbdenitz Mitglied und bis zur Verlegung nach Posterstein im Jahre 2020 auch Sitz der Verwaltungsgemeinschaft Oberes Sprottental. Am 1. Januar 2019 wurde Nöbdenitz nach Schmölln eingemeindet.

## Einwohnerentwicklung
Entwicklung der Einwohnerzahl (Stand jeweils 31. Dezember):
| - 1933: 0462 - 1939: 0467 - 1994: 1140 - 1995: 1138 - 1996: 1132 - 1997: 1111 | - 1998: 1114 - 1999: 1101 - 2000: 1082 - 2001: 1073 - 2002: 1051 - 2003: 1038 | - 2004: 1040 - 2005: 1027 - 2006: 1032 - 2007: 1028 - 2008: 0993 - 2009: 0963 | - 2010: 935 - 2011: 929 - 2012: 909 - 2013: 897 - 2014: 879 - 2015: 870 | - 2016: 867 - 2017: 857 - 2018: 860 |

 Datenquelle ab 1994: Thüringer Landesamt für Statistik

## Politik

### Ehemaliger Bürgermeister
Bürgermeister war seit der Wahl am 15. März 2015 André Gampe von der Wählergemeinschaft Bündnis 90/Die Grünen sowie den Freien Wählern. Er wurde mit 91,3 % der Stimmen bei einer Wahlbeteiligung von 46,4 % gewählt. Es wurden keine anderen Kandidaten aufgestellt, jedoch machten 29 Personen von ihrem Recht Gebrauch einen eigenen Wahlvorschlag zu benennen. Vorherige Bürgermeister waren der Ende 2014 zurückgetretene Hartmut Reinhold sowie bis 2010 Günter Heydenreich und bis 1999 Christa Schilg.

### Ehemaliger Gemeinderat
Seit der Kommunalwahl vom 25. Mai 2014 setzte sich der Gemeinderat wie folgt zusammen:
- CDU-Wählergruppe – 1 Sitz (20,1 %)
- DIE LINKE – 1 Sitz (12,2 %)
- Freie Wählergemeinschaft/Grüne – 2 Sitze (20,4 %)
- SSV Traktor – 2 Sitze (26,1 %)
- Feuerwehrverein Untschen – 2 Sitze (21,1 %)

Die Wahlbeteiligung lag bei 63,7 % (+4,9 %p).

## Kultur und Sehenswürdigkeiten
Dorfkirche Nöbdenitz
Die evangelische Pfarrkirche (ehem. St. Maria) ist eine Chorturmkirche. Der Turm bestand bereits bei der urkundlichen Ersterwähnung 1313, das Schiff ist jünger. In den Jahren 1893–95 erfolgte eine Renovierung durch Heinrich Hergermann aus Altenburg, wobei die Substanz fast vollständig abgetragen und anschließend wiedererrichtet wurde.
Grabeiche

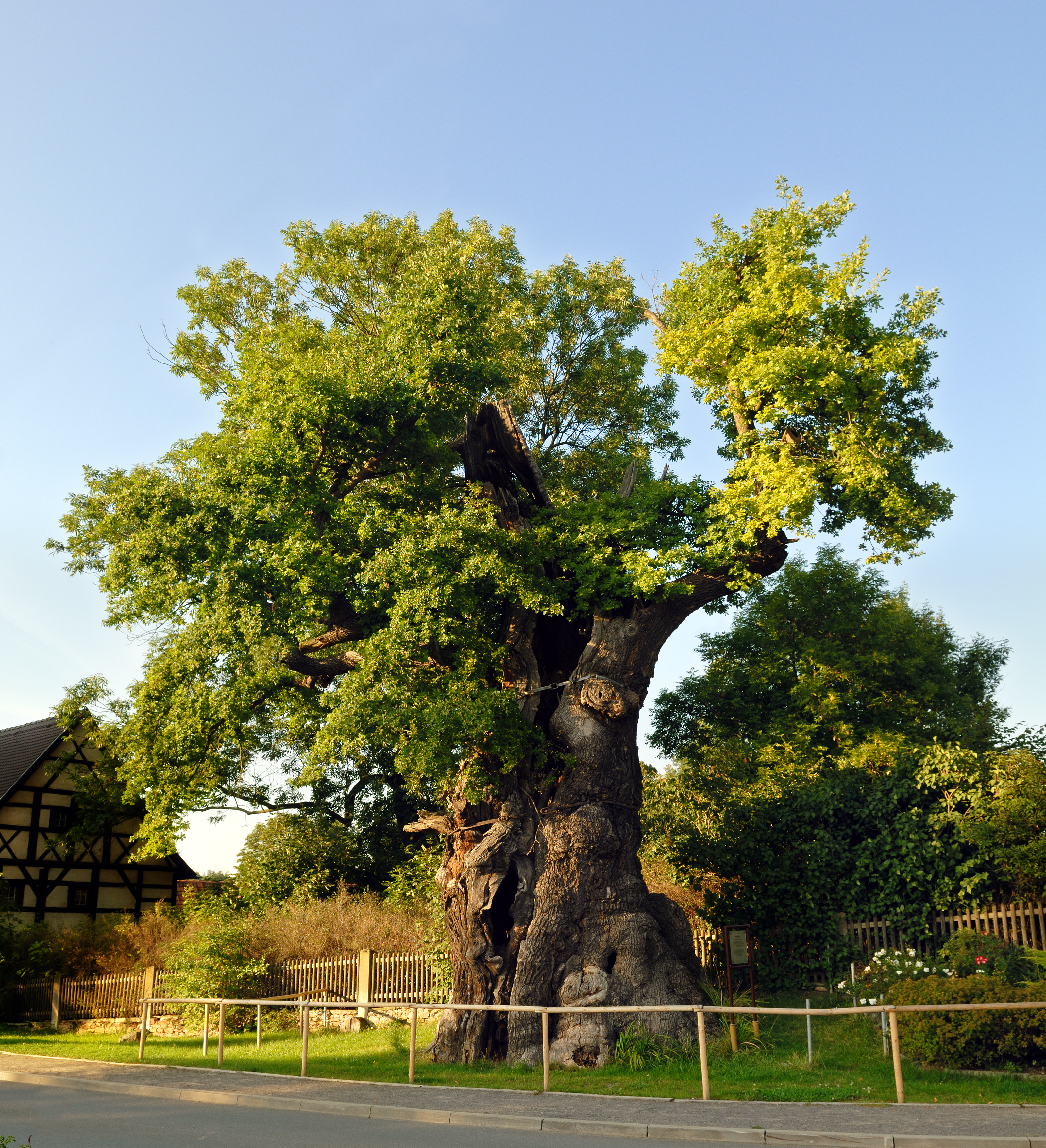
1000-jährige Grabeiche

Schräg gegenüber der Kirche befindet sich mit der Grabeiche eine mindestens 1200 Jahre alte Stieleiche. Unter ihren Wurzeln wurde wunschgemäß der Staatsminister des Herzogtums Sachsen-Gotha-Altenburg Hans Wilhelm von Thümmel nach seinem Tod im Jahr 1824 beigesetzt. Der Rittergutsbesitzer hatte den Baum erworben, um ihn zu retten. Die heutige Straße weicht ihm ehrfurchtsvoll in einem Bogen aus. Der Brusthöhenumfang beträgt 10,25 m (2014).
siehe auch: Liste der Kulturdenkmale in Nöbdenitz

## Wirtschaft und Infrastruktur

### Verkehr

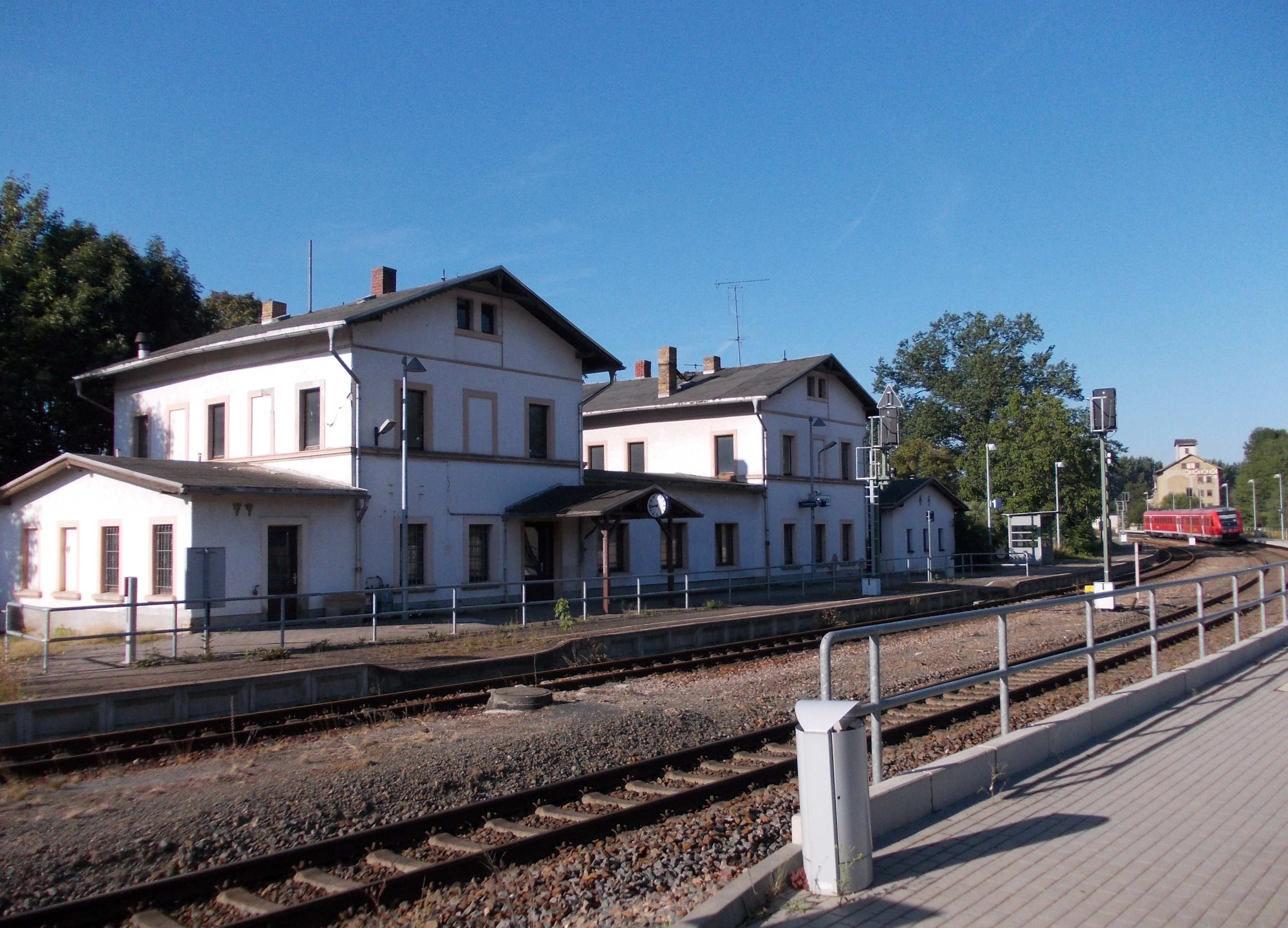
Bahnhof Nöbdenitz mit damaligem Empfangsgebäude (2012)

Nöbdenitz besitzt einen Bahnhof und ist damit an die Bahnstrecke Gößnitz–Gera (Mitte-Deutschland-Verbindung) angeknüpft. Auf dieser Strecke zwischen Glauchau bzw. Altenburg und Gera verkehren seit dem Wegfall der Regionalbahnen im Dezember 2008 ausschließlich Regional-Express-Züge, von denen die RE 3-Züge von und nach Altenburg zweistündlich in Nöbdenitz halten.
Eine gute Anbindung besteht ebenfalls an die BAB 4 sowie die Bundesstraße 7.

### Ansässige Unternehmen
Die Region um Nöbdenitz ist im Wesentlichen von der Landwirtschaft und dem Kiesabbau rund um Untschen geprägt. Ganz besonders bekannt ist dabei der Anbau von Heil-, Duft- und Gewürzpflanzen in der Nöbdenitzer Region. Hier wurde u. a. Kamille, Pfefferminze, Spitzwegerich, Kümmel, Koriander, Melisse, Johanniskraut, Pharmaweide, Petersilie, Ringelblumen, Astern u.v.m angebaut. Der Anbau diente zum Teil der Rohstoffgewinnung für die Arzneimittelindustrie als auch zum Teil der Saatgutvermehrung.
Heute (2007) ist davon fast ausschließlich der Anbau der Kamille übrig geblieben.
Nach der Wiedervereinigung forcierte man den Abbau der Kieslagerstätten in und um Untschen und Kleinstechau (Ortsteil der Gemeinde Löbichau). Ebenso siedelten sich weitere Unternehmen im Dienstleistungssektor an. Aber auch große Tankbehälter für Brauereien werden in Nöbdenitz gefertigt.
Nöbdenitz verfügt über eine größentypische Wirtschaftsstruktur mit zentralen Dienstleistungsunternehmen, mehreren Gasthäusern, Handwerksbetrieben sowie drei Arztpraxen. Zudem hat sich ein mittelständischer Betrieb des Tank- und Behälterbaus angesiedelt. Strukturbestimmend ist weiterhin die auf Duft- und Heilpflanzen spezialisierte Agrargenossenschaft, die in Spitzenzeiten der 1990er-Jahre bis zu 10 % des deutschen Bedarfes an Heilkräutern decken konnte. Derzeit wird fast nur noch Kamille angebaut. Die Anbaufläche hierfür beträgt mehr als 600 ha.
Bedeutend sind weiterhin die Unternehmen der Logistik- sowie metallverarbeitenden Branche im Gewerbegebiet Löbichau an der BAB 4, das auf dem Gebiet der Verwaltungsgemeinschaft liegt.

### Öffentliche Einrichtungen
Nöbdenitz verfügt über eine Regelschule sowie einen Kindergarten.